# Прикмище
Прикмище (укр. Прикмище) — село в Городенковской городской общине Коломыйского района Ивано-Франковской области Украины.
Население по переписи 2001 года составляло 578 человек. Занимает площадь 7,207 км². Почтовый индекс — 78152. Телефонный код — 03430.